# Nina Betschart
Nina Betschart (ur. 14 października 1995 w Steinhausen) – szwajcarska siatkarka plażowa, mistrzyni Europy z 2021 roku oraz wicemistrzyni Europy z 2018 roku wraz z Tanją Hüberli. W 2019 roku zajęła 4 miejsce na Mistrzostwach Świata.  
Karierę rozpoczęła grając w siatkówkę halową w VBC Steinhausen wraz ze swoją przyjaciółką Nicole Eiholzer. Następnie Nina i Nicole stworzyły duet w siatkówce plażowej, gdzie grały pod okiem trenera Kurta Brunnera, pierwszego i jedynego trenera tej pary. W latach 2008–2013 zdobywały złote medale w Mistrzostwach Szwajcarii do lat 15, 18 i 21. 